# María Reyes
Maria Reyes Vázquez (Figueras, 7 settembre 1976) è una modella spagnola, eletta Miss Spagna nel 1995.

## Biografia
Trasferitasi a Soria con la famiglia in gioventù, sta studiando da infermiera quando viene incoronata Miss Spagna in una serata di gala tenuta a Tenerife nel 1995. In seguito la Reyes potrà intraprendere la carriera di modella internazionale, motivo per il quale ha vissuto a lungo a Parigi; il trascorso personale vissuto in Francia, a Madrid e a New York sono serviti a formarla come attrice.

Reyes partecipa a Miss Universo 1995 dove vince il titolo di Miglior costume nazionale, dopo di che partecipa a numerose trasmissioni televisive e pellicole cinematografiche.